# باغ خان (شوشتر)

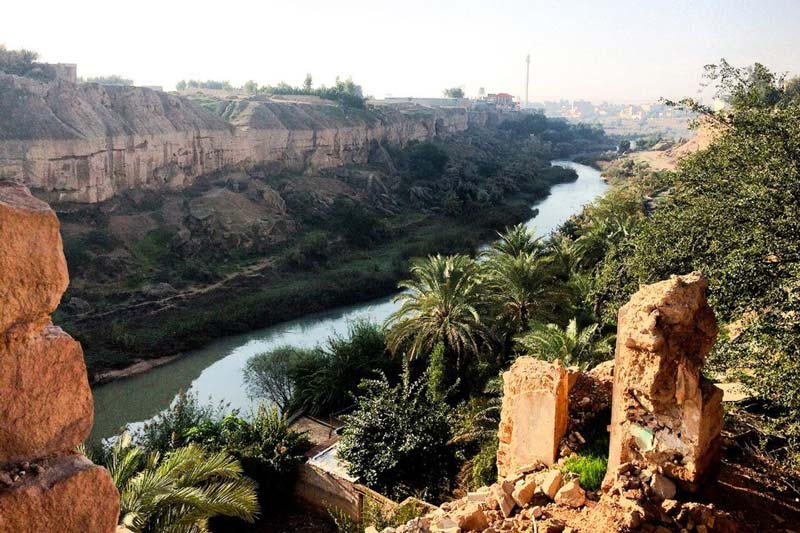
تصویری از باغ خان در کنار رود دست‌کند گرگر

باغ خان باغی مربوط به دوره قاجار شامل باغ خان بالا و پایین است و در شوشتر، در کناره کانال تاریخی گرگر، یکی از میراث جهانی یونسکو، قرار دارد. این باغ در انتهای خیابان امام شرقی واقع شده است. این اثر در تاریخ ۲ مرداد ۱۳۸۷ با شمارهٔ ثبت ۲۳۰۵۱ به‌عنوان یکی از آثار ملی ایران به ثبت رسیده است. این باغ تحت مالکیت خصوصی خانواده مرعشی است و وجه تسميه باغ نیز به دلیل تعلق آن به محمد زمان خان مرعشی، از خان‌های محله‌ کهواز شوشتر در دوره قاجار بوده است. کانالهای آبرسانی این باغ را که از مجموعه آبشارها و آسیاب‌های آبی شوشتر جدا می‌شوند می‌توان از آثار دوره ساسانی دانست.

## نظام معماری
باغ خان شوشتر با مساحتی در حدود ۲۶۰۰ متر مربع در ابتدا باغی یکپارچه را تشکیل می داده، اما در دوره های بعدی و به دلیل تخریب و فرسایش توسط جریان رودخانه و تخریب بخش میانی باغ، به دو بخش شرقی و غربی و یا در اصطلاح باغ خان بالا و باغ خان پایین تفکیک شده است.
در باغ خان شوشتر یک سابات شهری نقش سردر باغ را دارد. ورود به باغ از عرض باغ و از ضلع شمالی و از سابات ورودی، در انتهای یک گذر شهری (خیابان امام شرقی، خیابان فرعی آل‌غفور) انجام می پذیرد.
باغ خان شوشتر از لحاظ ارتفاعی، به طور چشمگیری پایین‌تر از منازل مسکونی حاشیه بافت در کنار رودخانه استقرار یافته است از همین رو دسترسی به ساباط در امتداد مسیری پلکانی صورت می گیرد که ضمن هدایت شخص به ورودی باغ، اختلاف سطح ایجاد شده را نیز حل می نماید.
این ساباط دارای ارزش معماری ویژه‌ای است و در دو طبقه اجرا شده است.
در زیر این ساباط دری وجود دارد که به حمام خان منتهی می گردد که در گذشته بخشی از آن به عنوان زورخانه نیز مورد استفاده قرار می گرفته است.
علاوه بر این باغ خان شوشتر جایگاهی برای نشستن و دیدبانی یا نظارت بر عبور و مرور به باغ یا حمام به شمار می آمده است.

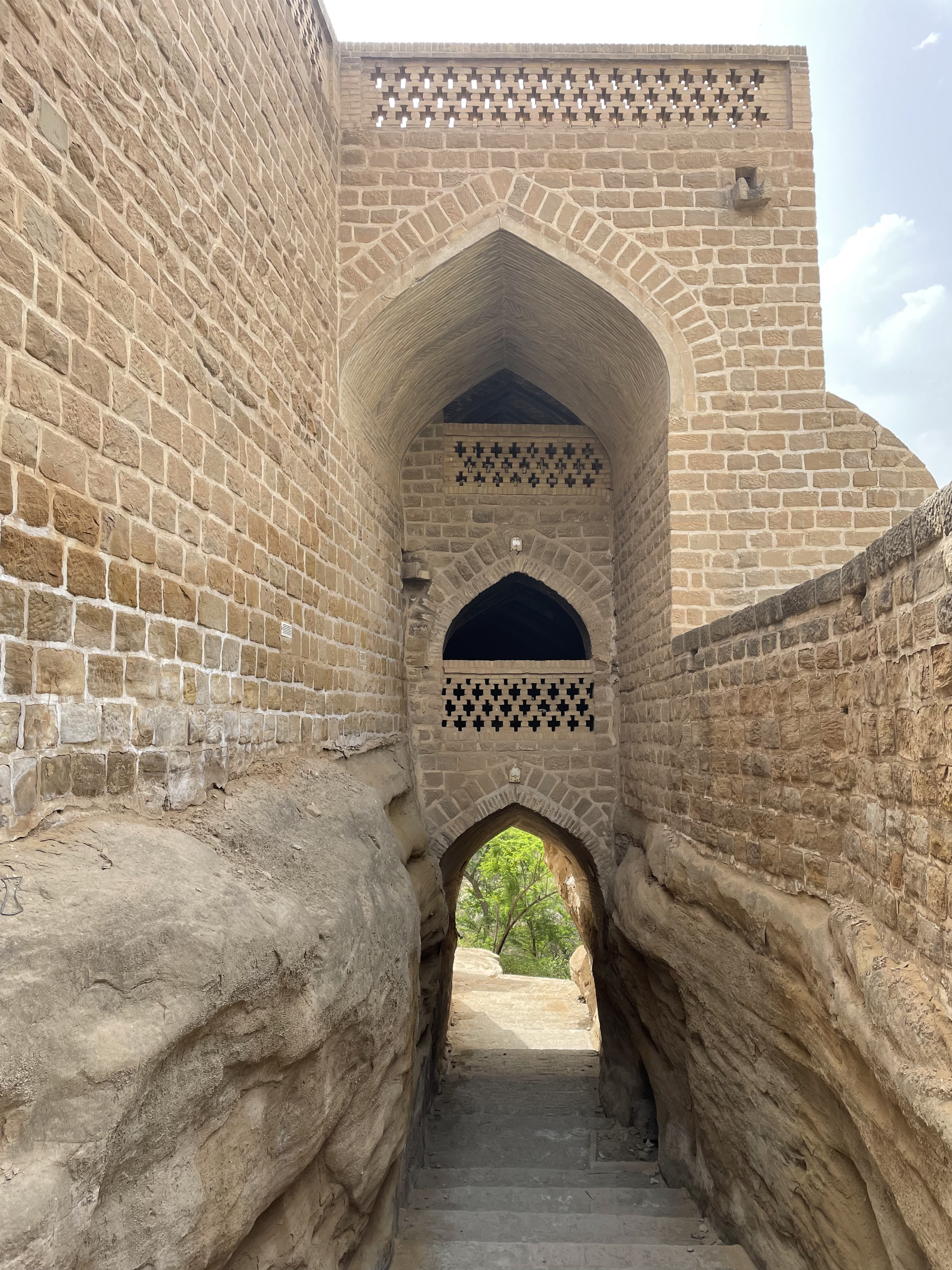
سابات ورودی باغ خان

همچنین از فضای طبقه بالای این ساباط به‌ عنوان مسجدی کوچک استفاده می شـده اسـت. 
باغ خان شوشتر در سمت شمال به بدنه‌ای صخره ای منتهی می شود که بر فراز آن منازل مسکونی تاریخی وجود دارند. در ضلع شرقی حصـار بـاغ از نوع دیواره خشتی و در جنوب و ضلع غربی به صورت پرچین است.
برخلاف روال معمول، کوشک باغ خان یا عمارت شاه نشین در خارج از محور اصلی باغ، در بخش شمالی محدوده باغ و در ارتفاعی بالاتر در کنار حمام و بافت مسکونی مشرف به باغ ساخته شده است.
در حال حاضر تنها بقایایی از کوشک باغ باقی مانده است.
کوشک در باغ خان شوشتر بیشتر دارای عملکردی مشابه نظرگاه است که مشاهده و بهره بصری بردن از باغ و محیط اطراف آن را برای شخص فراهم می نماید که از این نقطه نظر بسیار مشابه عملکرد کوشک باغ تخت‌های ایرانی است.
نکته برجسته دیگر در مورد نظام معماری باغ خان شوشتر عدم واقع شـدن عناصر معماری باغ بر یک امتداد مستقیم از نظر هندسـی است که سبب ایجاد نوعی حس و حال رمز گونه برای فرد می شود که تحت تاثیر محور ارگانیک باغ خان شوشتر و شاخه های در هم تنیده درختان فزونی می یابد و بیننده حالتی رویایی و تخیلی را ادراک می کند.

## نظام آبی
سیستم انتقال آب باغ خان، یکی از ویژگی های بارز این باغ است. این باغ در کنار کانال دست‌کند گرگر، یکی از میراث جهانی یونسکو و بخشی از سیستم آبی تاریخی شوشتر ساخته شده است. 
این کانالها را که از مجموعه آبشارها و آسیاب‌های آبی شوشتر جدا می‌شوند می‌توان از آثار دوره ساسانی دانست. باغ خان شوشتر دارای یک نظام آبیاری منسجم و مشابه با الگوی جامع باغ ایرانی است که در امتداد محور اصلی باغ نظم یافته است.
منبع آب مورد نیاز جهت آبیاری باغ خان شوشتر توسط نوعی قنات رودخانه‌ای که در گویش شوشتری به آن سفته می‌گویند، تامین می شده است.
علت استفاده از سیستم قنات، بالا بودن ارتفاع باغ نسبت به سطح آب رودخانه می‌باشد.
به این ترتیب دهانه آبگیر شفته در در بالادست رودخانه دست کند و در مجموعه آبشارها و آسیاب‌های آبی شوشتر، یکی از میراث جهانی یونسکو، قرار دارد.
سپس آب در دل تونل هایی دست کند و آب بر بنام مجرای شفته یا نیرو که در زمین های صخره‌ای حفر شـده‌اند، جاری شده و با شیبی مناسب و پس از طی مسیری به طول تقریبی ۴۵۰ متر به مجموعه ی باغ خان می رسد.
وجه تمایز شفته باغ خان شوشتر با گونه‌های دیگر قنات در آن است که میله چاه به‌صورت افقی است و در کار نام دارد.
در کار به عنوان دریچه ای جهت هوادهی و تهویه ی مجرای شـفته عمل می کند که گاهی مازاد آب جاری مجرا را نیز به رودخانه برمی‌گرداند.
آب پس از خروج از نیرها وارد باغ خان شوشتر می شـود و سپس توسط حوضچه‌ها و جوی های ساخته شده از سنگ به نقاط مختلف باغ منتقل می شود و در سطح باغ توزیع می گردد.
آب از محور اصلی به نهرهایی در پای درختان درون هر کرت هدایت می‌شود که پس از آبیاری درختان باغ، سرریز آن دوباره از طریق جویهای آبی خطی و حوض هایی در میانه آنها به درون گرگر ریخته می شود.
نظام آبیاری باغ خان شوشتر و جریان آب در امتداد محور اصلی درختان نخل، در جوی هایی کنده شده در زمین و در یک مسیر خطی، ساختاری پویا و دینامیک را در باغ پدید می آورد.

## نظام کاشت
نظام کاشت باغ خان شوشتر دربردارنده مجموعه گسترده‌ای از درختان میوه است، اما نخلهای خرمای سر به فلک کشیده یکی از مهمترین درختان این باغ به حساب می‌آیند که با شرایط اقلیمی منطقه نیز کاملا سازگارند و به زیبایی هر چه بیشتر این باغ افزوده‌اند.
درختان انجیر، انار، توت، مـوز و مرکباتی مثـل پرتقال، نارنج، لیموی ترش و همچنین درخت کنار از دیگر درختانی هستند که در بستر باغ خان وجود دارند.
این درختان همگی متناسب و سازگار با آب و هوا و شرایط اقلیمی منطقه انتخاب و کاشته شده‌اند.
البته در این میان درختچه های زینتی و انواع گلهای رز، محمدی، گل شاه پسند، گل کاغذی و لاله عباسی نیز دیده می شود.
همچنین فواصل کاشت درختان در امتداد محور اصلی منظم و یکسان است و نوعی تقسیمات منظم را در هندسه باغ به‌ وجود آورده است.

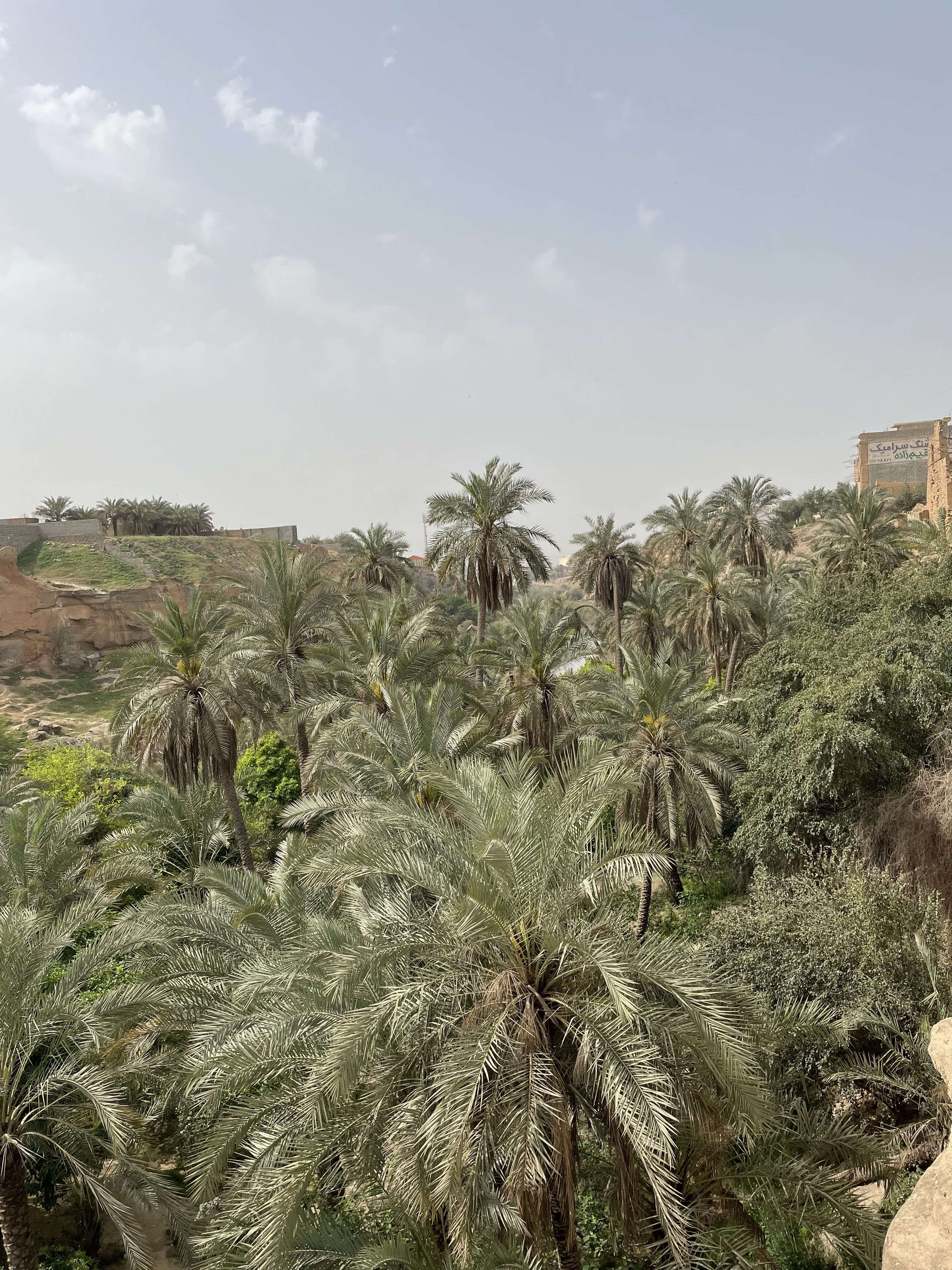
درختان نخل باغ خان از نمای بالا

نخل‌های خرما عناصر شاخص نظام کاشت باغ خان شوشتر می باشند که امتداد آنها در ساختار باغ کاملا مشهود است.
این درختان در پدید آمدن ایجاد شرایط مساعد برای درختان میوه باغ نقشـی اساسی را ایفا می کنند.
آنچنانکه در نظام باغ خان می توان درختان میوه ای را یافت که با توجه به شرایط اقلیمی و جغرافیایی خوزستان کاشت، پرورش و برداشت آن ها بایستی بسیار دشوار باشد اما تاج پوشش درختان نخل شرایط ویژه‌ای را پدید آورده اند که این امکان میسر می‌شود. همچنین دست‌کند بودن رود گرگر باعث شده تا در ساعت‌هایی از روز بر این باغ سایه بیفتد. این ویژگی خاص سبب ایجاد یک خرد اقلیم در محدوده باغ می شود.
از طرف دیگر ریشه های درختان نخل باغ خان شوشتر با جذب شوری خاک که یکی از معضلات بارز منطقه مرکزی و جنوبی خوزستان در زمینه پرورش میوه است شرایطی را مهیا می کند که درختان میوه در یک ساختار ایده آل و پایدار در محدوده باغ امکان رشـد و میوه دهی را داشته باشند.